# (15337) 1993 VT2
(15337) 1993 VT2 là một tiểu hành tinh vành đai chính. Nó được phát hiện bởi Robert H. McNaught ở Đài thiên văn Siding Spring ở Coonabarabran, New South Wales, Australia, ngày 7 tháng 11 năm 1993.